# Kuresa Tupua
Kuresa Matagisila Tupua (* 11. Juni 1984 in Fagaʻalu, Amerikanisch-Samoa) ist ein amerikanisch-samoanischer Bogenschütze (Recurvebogen).
Kuresa Tupua nahm nur an wenigen internationalen Veranstaltungen im Bogenschießen teil. In Belfort, Frankreich, startete er 2000 bei den Juniorenweltmeisterschaften und belegte dort den 86. Platz. Er konnte sich als erst 16-Jähriger für das Männereinzel bei den Olympischen Sommerspielen 2000 in Sydney qualifizieren; bei einer Körpergröße von 1,85 m hatte er ein vergleichsweise hohes Gewicht von 113 kg. Bis einschließlich der Olympischen Spiele, die 2021 in Tokio abgehalten wurden, ist er der jüngste Teilnehmer an Olympischen Spielen aus Amerikanisch-Samoa. Im Feld der 64 Teilnehmenden erzielte er mit 419 Ringen in der Qualifikation die mit weitem Abstand wenigsten, der vor ihm auf Rang 63 platzierte Kenianer Dominic John Rebelo traf 500 Ringe, der Beste der Qualifikation, der Südkoreaner Jang Yong-ho, 665 Ringe. Somit musste Tupua in der ersten Runde gegen Jang antreten und schied mit 172:98 Ringen aus.
Der Rechtshänder erreichte im Juli 2003 mit Rang 224 seine beste Platzierung in der Weltrangliste.